# Hans-Werner Sachmann
Hans-Werner Sachmann (* 18. Oktober 1951 in Dortmund) ist ein deutscher Sachbuchautor im Bereich der Grenzwissenschaften.

## Leben
Hauptberuflich war Hans-Werner Sachmann als Verwaltungsangestellter tätig, bis er ab 2013 hauptberuflich freier Schriftsteller in seiner Heimatstadt Dortmund wurde.
Seit seiner Schulzeit beschäftigte er sich mit den Grenzwissenschaften. Das Hauptinteresse eigener Forschungen und Recherchen sind vor allem die Themenbereiche Prä-Astronautik (heute auch als Paläo-Seti bezeichnet) und UFO. Dazu hatte er auch Exkursionen und Forschungsreisen innerhalb Europas, nach Asien, Nordafrika und Südamerika teilgenommen.
Zu diesen Themenkomplexen verfasste er seit Mitte der 1970er Jahre auch ca. 450 eigene Artikel. Seit 1975 kamen Beiträge in Anthologien und Büchern sowie die Herausgabe der Zeitschrift Mysteria (die er zusammen mit Axel Ertelt und Herbert Mohren gründete, wurde 1990 eingestellt) zu diesen Themen sowie viele Kolumnen, Rezensionen und Vorträge hinzu. Hans-Werner Sachmann gehörte mit Axel Ertelt, Johannes von Buttlar, Luc Bürgin, Wilfried Stevens, Johannes Fiebag, Peter Fiebag und Ulrich Dopatka zu den Gründungsmitgliedern und ersten Referenten der deutschsprachigen Sektion der Ancient Astronaut Society (AAS). Seit 2012 veröffentlichte Sachmann auch diverse E-Books.

## Veröffentlichungen
- Wächter aus der Unendlichkeit. Denkanstöße zu ufologisch - philosophischen Überlegungen, Selbstverlag, Dortmund 1975
- Rätsel seit Jahrtausenden, Autorenteam: Axel Ertelt, Johannes Fiebag, Peter Fiebag u. Hans-Werner Sachmann, Selbstverlag Halver, Dortmund u. Northeim, 1978
- Die kosmischen Eingeweihten, Autorenteam: Axel Ertelt, Johannes Fiebag, Peter Fiebag u. Hans-Werner Sachmann, Selbstverlag Halver, Dortmund u. Northeim, 1980
- Die Epoche der „Engel“, Metzmaier-Verlag, Baden-Baden 1980
- UFO-Invasion über Westfalen?, Sonderdruck der Zeitschrift Mysteria, Autorenteam: Axel Ertelt, Hans-Werner Sachmann und Hans-Werner Peiniger, Halver und Dortmund, 1981
- AAS-Kongressgeschichten, Sonderdruck der Zeitschrift Mysteria, Autorenteam: Axel Ertelt, Johannes Fiebag, Peter Fiebag u. Hans-Werner Sachmann, Halver und Dortmund, 1983
- Außerirdisches Leben und Briefmarken, Sonderdruck der Zeitschrift Mysteria, Autor: Axel Ertelt, Hans-Werner Sachmann, Halver und Dortmund, 1986
- In Schutt und Asche: die Arsenale der Unsterblichen, Metzmaier Verlag, Baden-Baden, 1989
- Zur Geschichte der Prä-Astronautik, Selbstverlag, Dortmund, 1989
- Gesandte des Alls, Autorenteam: Johannes Fiebag, Peter Fiebag u. Hans-Werner Sachmann, IPE Publikationen, Essen 1993
- Archaische Dokumente, Ancient Mail Verlag, Groß-Gerau, 2010
- Geächtet! Ein Plädoyer für Außenseiter und Querdenker, Ancient Mail Verlag, 1. Auflage, Groß-Gerau, 2012
- Operation Sigiburg: Mysteriöse Lichterscheinungen vor 1.200 Jahren über Dortmund-Hohensyburg, Ancient Mail Verlag, Groß-Gerau, 2012
- Die Suche geht weiter: Neuen Indizien auf der Spur, Geächtet! Ein Plädoyer für Außenseiter und Querdenker, 2. Auflage, Ancient Mail Verlag, Groß-Gerau, 2015